# エンニアチン
エンニアチン（enniatin）は、フザリウムの菌株の一部が産生する、類似の化学構造を有した有機化合物群である。天然では、環状のデプシペプチドの混合物として現れる。主な物としては、エンニアチンA、A1、B、B1が挙げられるものの、少量ながらC、D、E、Fも存在する。

## 構造と機能

エンニアチンAの構造。環には、3箇所のアミド結合だけでなく、3箇所のエステル結合も含まれている。そして、エステル結合の酸素が、環内に規則的な間隔で配置されている。

エンニアチンは、しばしば環状ペプチドだと説明されるものの、何種類かのアミノ酸がアミド結合だけで環を形成しているわけではなく、エステル結合も環を形成するために使われている。このような構造を有するエンニアチンは、アンモニウムと結合するイオノフォアとして作用する。このような性質を有するため、特定のアンモニウム電極で、ノナクチンの代替になり得るのではないかと提案されている。また、エンニアチンには抗HIV活性が有るのではないかとも言われている。

## イオノフォア抗生物質としての性質
エンニアチン類は、微生物が生合成する化合物群である。例えば、エンニアチンAはFusarium orthoceras var. enniatinumと呼ばれる菌株が産生する。エンニアチンBはFusarium ETH 4363と呼ばれる菌株が産生する。そして、これらの化合物は、抗酸菌やグラム陽性菌に対して、発育阻止作用が認められる。すなわち、エンニアチンAやエンニアチンBなどは、抗生物質である。なお、天然に産生する微生物が存在する抗生物質の中でも、イオノフォア抗生物質（英語: ionophore antibiotics）に分類される化合物の1つであり、特定の金属イオンに対して、選択的にキレートする事により、細胞膜におけるイオンの運搬に影響を与える。イオノフォア抗生物質は、その化学構造により、どの金属イオンと結合し易いかが異なる。エンニアチンの場合には、水溶液中でナトリウムイオンよりも、カリウムイオンと選択的に結合する。参考までに、ノナクチンと同様にイオノフォア抗生物質として抗菌力を有し、かつ、カリウムイオンと比較的キレートを形成し易い化合物としては、例えば、バリノマイシン、ノナクチン、ニゲリシンなどが知られる。